# 月球環形山列表 (T-Z)
这是月球环形山列表的一部份，此表列举出英文名称以字母T、U、V、W、X、Y及Z开头的环形山。
| A B C D E F G H I J K L M N O P Q R S T U V W X Y Z |

## T
|                 |                |            | |  |  |  |
| T. Mayer        | 托·迈耶        | 33.15公里  | 托比亚斯·迈耶（Tobias Mayer，1723–1762），德国天文学家，以研究月球而著名，他做的最重要的天文工作是仔细研究了月球的天平动，他的全月表也是半个世纪来最优秀的，但最出名的还是其提出的月球运动论，帮助解决了预测月球运行轨道的难题。                                                                           |  |  |  |
| Tacchini        | 塔基尼         | 42.58公里  | 彼得罗·塔基尼（Pietro Tacchini，1838–1905），意大利天文学家，专注于对太阳的研究，在他的影响下，完成了在埃特纳火山上建造贝利尼天文台。 |  |  |  |
| Tacitus         | 塔西陀         | 39.81公里  | 普布利乌斯·科尔奈利乌斯·塔西陀（Publius Cornelius Tacitus，大约公元55年－120年），罗马帝国执政官、雄辩家、元老院元老，也是著名的历史学家与文体家，他的最主要的著作有《历史》和《编年史》等。 |  |  |  |
| Tacquet         | 塔凯           | 6.43公里   | 安德烈·塔凯（André Tacquet，1612–1660），布拉班特省著名的数学家和耶稣会牧师。他为微积分的最终发现打下了基础准备。 |  |  |  |
| Tai Wei         | 太微           | 0.48公里   | 中国古代星象中的「三垣」之一。 |  |  |  |
| Taizo           | 大造           | 8.19公里   | （日本男性名） |  |  |  |
| Talbot          | 塔尔博特       | 12.36公里  | 威廉·福克斯·塔尔博特（William Fox Talbot，1800–1877），英国科学家、发明家和摄影先驱。 |  |  |  |
| Tamm            | 塔姆           | 40.54公里  | 伊戈尔·叶夫根耶维奇·塔姆（Igor Yevgenyevich Tamm，1895–1971），苏联物理学家，1934年发现契忍可夫辐射，获1958年诺贝尔物理学奖。 |  |  |  |
| Tannerus        | 坦纳乌斯       | 28.07公里  | 亚当·坦纳（Adam Tanner，1572–1632），奥地利耶稣会数学和哲学教授。 |  |  |  |
| Taruntius       | 塔伦修斯       | 57.32公里  | 卢修斯·塔伦修斯·费尔玛努斯（Lucius Taruntius Firmanus，活跃于公元前86年），罗马哲学家、数学家和占星家。 |  |  |  |
| Taylor          | 泰勒           | 36.35公里  | 布鲁克·泰勒（Brook Taylor，1685–1731），英国数学家 |  |  |  |
| Tebbutt         | 特巴特         | 33.99公里  | 约翰·特巴特（John Tebbutt，1834–1916），澳大利亚天文学家，因发现“1861年大彗星”而出名。 |  |  |  |
| Teisserenc      | 泰塞朗·德博尔  | 62.31公里  | 莱昂·菲利普·泰瑟朗·德博尔特（Léon Philippe Teisserenc de Bort，1855–1913），法国气象学家和大气科学领域先驱，平流层的发现者之一，首创使用无人气球搭载仪器进行探测，第一个确定8-17公里高的大气区域中，气温垂直递减率达到零，即现今所称的对流层顶。                                                           |  |  |  |
| Tempel          | 坦普尔         | 43.19公里  | 威廉·坦普尔（Wilhelm Tempel，1821–1889），德国著名天文学家，单独及共同发现了21颗彗星，包括55P/坦普尔-塔特尔——即狮子座流星雨的母体，以及9P/坦普尔1——美国国家航空航天局深度撞击任务的目标。 |  |  |  |
| Ten Bruggencate | 滕·布鲁根卡特  | 59.95公里  | 保罗·滕·布鲁根卡特（Paul ten Bruggencate，1901–1961），德国天文学家和天体物理学家。 |  |  |  |
| Tereshkova      | 捷列什科娃     | 31.33公里  | 瓦莲京娜·弗拉基米罗芙娜·捷列什科娃（Valentina Vladimirovna Tereshkova，1937-），世界第一名女航天员，苏联英雄，苏联空军少将，人类历史上进入太空的第一位女性。 |  |  |  |
| Tesla           | 特斯拉         | 41.15公里  | 尼古拉·特斯拉（Nikola Tesla，1856–1943），塞尔维亚裔美籍发明家、物理学家、机械工程师、电机工程师和未来学家。电力商业化的重要推动者，主要设计了现代交流电力系统。在电磁场领域有着多项革命性的发明，其专利及电磁学的理论研究是现代无线通信和无线电的基石。                                                   |  |  |  |
| Thales          | 泰勒斯         | 30.75公里  | 米利都的泰勒斯（Thales of Miletus，大约公元前636年-前546年），又译为泰利斯，是古希腊哲学家和科学家，和希腊最早的哲学学派米利都学派（亦称爱奥尼亚学派）的创始人，希腊七贤之一，西方思想史上第一个有记载留下名字的思想家，“科学和哲学之祖”。                                                                 |  |  |  |
| Tharp           | 萨普           | 13.45公里  | 玛丽·萨普（Marie Tharp，1920年-2006年），美国女性地质学家、海洋学家。 |  |  |  |
| Theaetetus      | 泰阿泰德       | 24.59公里  | 泰阿泰德（Theaetetus，大约公元380年前），古希腊数学家。 |  |  |  |
| Thebit          | 萨比特         | 54.64公里  | 萨比特·伊本·库拉（Thabit ibn Qurra，826-901），阿拉伯数学家、天文学家、物理学家、医学家、哲学家。 |  |  |  |
| Theiler         | 泰累尔         | 8.28公里   | 马克斯·泰累尔（Max Theiler，1899–1972）南非微生物学家，1951年由于发现黄热病疫苗而获得了诺贝尔生理学或医学奖。 |  |  |  |
| Theon Junior    | 小塞翁         | 17.61公里  | 亚历山大城的塞翁（Theon of Alexandria，大约 380年），生活在埃及亚历山大城的古希腊学者和数学家。 |  |  |  |
| Theon Senior    | 大塞翁         | 18.02公里  | 士麦那的塞翁（Theon of Smyrna，大约 100年），古希腊科学家和数学家。 |  |  |  |
| Theophilus      | 狄奥菲鲁斯     | 98.59公里  | 亚历山大的圣狄奥菲鲁斯（Theophilus of Alexandria，公元412年），公元前4世纪的古希腊哲学家和科学家。 |  |  |  |
| Theophrastus    | 泰奥弗拉斯托斯 | 8.03公里   | 泰奥弗拉斯托斯（Theophrastus，公元前372-287年），古希腊哲学家和科学家。 |  |  |  |
| Thiel           | 蒂尔           | 35.67公里  | 瓦尔特·蒂尔（Walter Thiel，1910–1943），德国二战中瀑布导弹的设计者，在1943年8月英国皇家空军轰炸佩纳明德（Peenemunde）时丧生。 |  |  |  |
| Thiessen        | 蒂森           | 66.39公里  | 格奥尔格·海因里希·蒂森（Georg Heinrich Thiessen，1914–1961），德国天文学家。 |  |  |  |
| Tian Shi        | 天市           | 0.47公里   | 中国古代星象中的「三垣」之一。 |  |  |  |
| Thomson         | 汤姆孙         | 117.25公里 | 约瑟夫·约翰·汤姆孙爵士（Joseph John Thomson，1856–1940），英国物理学家，电子的发现者。 |  |  |  |
| Tikhomirov      | 季霍米罗夫     | 86.43公里  | 尼古拉·伊万诺维奇·季霍米罗夫（Nikolaj Ivanovich Tikhomirov，1860–1930），俄罗斯/前苏联火箭工程专家。 |  |  |  |
| Tikhov          | 季霍夫         | 83.97公里  | 加夫里尔·安德里阿诺维奇·季霍夫（Gavriil Adrianovich Tikhov，1875–1960），前苏联天文学家。 |  |  |  |
| Tiling          | 蒂林           | 38.23公里  | 赖因霍尔德·蒂林（Reinhold Tiling，1890–1933），德国工程师，飞行员和火箭先驱。 |  |  |  |
| Timaeus         | 蒂迈欧         | 32.81公里  | 洛克里的蒂迈欧（Timaeus of Locri，大约公元前500年），古希腊毕达哥拉斯派哲学家。 |  |  |  |
| Timiryazev      | 季米里亚泽夫   | 52.15公里  | 克利门特·阿尔卡季耶维奇·季米里亚泽夫（Kliment Arkadyevich Timiryazev，1843–1920），俄国植物和生理学家，俄罗斯查尔斯达尔文进化论的主要支持者。 |  |  |  |
| Timocharis      | 梯摩恰里斯     | 34.14公里  | 梯摩恰里斯（Timocharis，大约生活在公元前280年），古希腊天文学家和哲学家。 |  |  |  |
| Tiselius        | 蒂塞利乌斯     | 53.75公里  | 阿尔内·蒂塞利乌斯（Arne Wilhelm Kaurin Tiselius，1902–1971），瑞典化学家。 |  |  |  |
| Tisserand       | 蒂斯朗         | 34.63公里  | 弗朗索瓦·费利克斯·蒂斯朗（François Félix Tisserand，1845–1896），法国天文学家。 |  |  |  |
| Titius          | 提丢斯         | 68.42公里  | 约翰·丹尼尔·提丢斯（Johann Daniel Titius，1729–1796），德国天文学家和维滕贝格教授。 |  |  |  |
| Titov           | 季托夫         | 29.61公里  | 戈尔曼·斯捷潘诺维奇·季托夫（Gherman Stepanovich Titov，1935–2000），苏联宇航员，人类历史上第2个环绕地球的宇航员。 |  |  |  |
| Tolansky        | 托兰斯基       | 13.03公里  | 塞缪尔·托兰斯基（Samuel Tolansky，1907–1973），英国科学家。 |  |  |  |
| Torricelli      | 托里拆利       | 30.87公里  | 埃万杰利斯塔·托里拆利（Evangelista Torricelli，1608–1647），意大利数学家、物理学家、气压计原理发现者。 |  |  |  |
| Toscanelli      | 托斯卡内利     | 7.05公里   | 保罗·达尔·波佐·托斯卡内利（Paolo Dal Pozzo Toscanelli，1397–1482），文艺复兴时期欧洲佛罗伦萨数学家。 |  |  |  |
| Townley         | 汤利           | 17.68公里  | 西德尼·迪安·汤利（Sidney Dean Townley，1867–1946），美国天文学家和大地测量学家。 |  |  |  |
| Tralles         | 特拉莱斯       | 44.16公里  | 约翰·格奥尔格·特拉莱斯（Johann Georg Tralles，1763–1822），德国数学家和物理学家。 |  |  |  |
| Triesnecker     | 特里斯内克尔   | 24.97公里  | 弗朗茨·德·保拉·特里斯内克尔（Franz de Paula Triesnecker，1745–1817），奥地利耶稣会天文学家。 |  |  |  |
| Trouvelot       | 特鲁夫洛       | 8.5公里    | 艾蒂安·利奥波德·特鲁夫洛（Étienne Léopold Trouvelot，1827–1895），法国艺术家、天文学家和业余昆虫学家 |  |  |  |
| Trumpler        | 特朗普勒       | 76.17公里  | 罗伯特·朱利叶斯·特朗普勒（Robert Julius Trumpler，1866–1956），瑞士裔美国天文学家。 |  |  |  |
| Tsander         | 灿德尔         | 159.95公里 | 弗里德里希·阿尔图罗维奇·灿德尔（Friedrich Arturowitsch Zander，1887–1933），苏联航天学家，波罗的海德国人。 |  |  |  |
| Tseraskiy       | 采拉斯基       | 65.59公里  | 维托尔德·卡尔洛维奇·采拉斯基（Vitolʹd Karlovic Tseraskiy，1849–1925），俄国天文学家。 |  |  |  |
| Tsinger         | 青格尔         | 44.21公里  | 尼古拉·雅科夫列维奇·青格尔（Nikolaj Yakovlevich Tsinger，1842–1918），俄罗斯天文学家、测量师、制图员、教授、彼得堡科学院通讯院士。 |  |  |  |
| Tsiolkovskiy    | 齐奥尔科夫斯基 | 184.39公里 | 康斯坦丁·爱德华多维奇·齐奥尔科夫斯基（Konstantin Eduardovich Tsiolkovsky，1857–1935），俄罗斯和苏联火箭专家、宇航先驱，一生出版了500多部关于宇宙航行的著作，其中1903年出版的《利用反作用力设施探索宇宙空间》，是第一部从理论上论证火箭作用的论文。他认为“地球是人类的摇篮，但人类不可能永远生活在摇篮中”。 |  |  |  |
| Tsu Chung-Chi   | 祖冲之         | 28.53公里  | 祖冲之 （429-500），中国南北朝时期的数学家及天文学家。 |  |  |  |
| Tucker          | 塔克           | 6.78公里   | 理查德·霍利·塔克（Richard Hawley Tucker，1859–1952），美国天文学家，在一生的职业生涯中，共发表过53篇科学论文，观察过南半球208000颗恒星。 |  |  |  |
| Turner          | 特纳           | 11.22公里  | 赫伯特·霍尔·特纳（Herbert Hall Turner，1861–1930），英国天文学家和地震学家。 |  |  |  |
| Tycho           | 第谷           | 85.29公里  | 第谷·布拉厄（Tycho Brahe，1546–1601），丹麦贵族，天文学家兼占星术士和炼金术士，著名科学家开普勒的助手。 1583年在《论彗星》一书中，提出了一种介于地心说与日心说间的理论，认为地球为静止的中心，太阳围绕地球作圆周运动，而地球之外的其他行星围绕太阳作圆周运动。                                             |  |  |  |
| Tyndall         | 丁达尔         | 20.94公里  | 约翰·丁达尔（John Tyndall，1820–1893），爱尔兰物理学家。 |  |  |  |

## U
|             |          |           |                                                                                                   |  |  |  |
| Ukert       | 乌克特   | 21.71公里 | 弗里德里希·奥古斯特·乌克特（Friedrich August Ukert，1780–1851），德国历史学家、教师和人道主义者。 |  |  |  |
| Ulugh Beigh | 乌鲁伯格 | 57.04公里 | 乌鲁伯格（Ulugh Beg，1394–1449），伊斯兰学者。                                                    |  |  |  |
| Urey        | 尤里     | 39.29公里 | 哈罗德·尤里（Harold Urey，1893–1981），美国化学家, 曾获1934年诺贝尔化学奖.                        |  |  |  |

## V
| 拉丁名称       | 中文名称       | 直径       | 名称由来 |
| -------------- | -------------- | ---------- | --- |
| Väisälä        | 韦伊塞莱       | 8.12公里   | 于尔约·韦伊塞莱（Yrjö Väisälä，1891–1971），芬兰天文学家和物理学家。                                                                                   |
| Valera         | 瓦列拉         | 0.1公里    | 俄语名「瓦莱里」的昵称。 |
| Valier         | 瓦利尔         | 65.06公里  | 马克斯·瓦利尔（Max Valier，1895–1930），奥地利火箭先驱，在一次测试火箭车时，因酒精燃料爆炸而不幸去世。                                                 |
| van Albada     | 范阿尔巴达     | 22.92公里  | 加莱·布鲁诺·范阿尔巴达（Gale Bruno van Albada，1912–1972），荷兰天文学家。                                                                             |
| Van Biesbroeck | 范比斯布鲁克   | 9.08公里   | 乔治·范比斯布鲁克（George Van Biesbroeck，1880–1974）,比利时裔美国天文学家。                                                                           |
| Van de Graaff  | 范德格拉夫     | 240.47公里 | 罗伯特·杰米森·范德格拉夫（Robert Van de Graaff，1901–1967），荷兰裔美国物理学家。                                                                      |
| Van den Bergh  | 范登贝赫       | 43.42公里  | 格奥尔格·范登贝赫（George van den Bergh，1890–1966），荷兰法学教授兼业余天文学家。                                                                     |
| van den Bos    | 范登博斯       | 25.18公里  | 威廉 ·亨德里克·范登博斯（Willem Hendrik van den Bos，1896–1974）荷兰裔南非天文学家                                                                     |
| Van der Waals  | 范德瓦耳斯     | 113.37公里 | 约翰内斯·范德瓦耳斯（Johannes Van der Waals，1837–1923），荷兰物理学家                                                                                 |
| Van Gent       | 范亨特         | 44.37公里  | 亨德里克·范亨特（Hendrik Van Gent，1900–1947），荷兰天文学家。                                                                                         |
| Van Maanen     | 范马南         | 46.42公里  | 阿德里安·范马南（Adriaan Van Maanen，1884–1946），荷兰裔美籍天文学家。                                                                                 |
| van Rhijn      | 范赖恩         | 46.16公里  | 彼得·约翰内斯·范赖恩（Pieter Johannes van Rhijn，1886–1960），荷兰天文学家。                                                                           |
| Van Vleck      | 范弗莱克       | 33.48公里  | 约翰·门罗·范弗莱克（John Monroe Van Vleck，1833–1912），美国数学家和天文学家。                                                                         |
| Van Wijk       | 范维克         | 31.06公里  | 于科·范维克（Uco van Wijk，1924–1966），荷兰天文学家和教育家                                                                                           |
| van't Hoff     | 范托夫         | 107.3公里  | 雅各布斯·亨里克斯·范托夫（Jacobus van 't Hoff，1852–1911），荷兰化学家，1901年获诺贝尔化学奖。                                                         |
| Vasco da Gama  | 瓦斯科·达伽马  | 93.52公里  | 瓦斯科·达伽马（Vasco da Gama，1469–1524），葡萄牙探险家，历史上首位从欧洲航海到印度的人。                                                              |
| Vashakidze     | 瓦沙基泽       | 44.99公里  | 米哈伊尔·瓦沙基泽（Mikheil Vashakidze，1909–1956），前苏联/格鲁吉亚天文学家。                                                                          |
| Vasya          | 瓦夏           | 0.1公里    | 俄语男性名昵称。 |
| Vavilov        | 瓦维洛夫       | 98.22公里  | 尼古拉·伊万诺维奇·瓦维洛夫（Nikolai Ivanovich Vavilov，1887–1943），苏联时期著名的俄罗斯植物学家和遗传学家。                                           |
| Vavilov        | 瓦维洛夫       | 98.22公里  | 谢尔盖·伊万诺维奇·瓦维洛夫（Sergei Ivanovich Vavilov，1891–1951），苏联物理学家，苏联科学院院长，尼古拉·伊万诺维奇·瓦维洛夫的弟弟。                    |
| Vega           | 维加           | 73.51公里  | 尤里·维加（Jurij Vega，1754–1802），斯洛文尼亚数学家、物理学家和炮兵军官。                                                                             |
| Vendelinus     | 文德利努斯     | 141.21公里 | 戈德弗罗伊·文德林（Godefroid Wendelin，1580–1667），佛兰芒天文学家。                                                                                   |
| Vening Meinesz | 芬宁·梅因纳斯  | 88.69公里  | 费利克斯·安德里斯·芬宁·梅因纳斯（Felix Andries Vening Meinesz，1887–1966），荷兰地球物理和大地测量学家。                                               |
| Ventris        | 文特里斯       | 100.74公里 | 迈克尔·文特里斯（Michael Ventris，1922–1956），英国语言学家、建筑师。                                                                                  |
| Vera           | 薇拉           | 2.27公里   | （拉丁语女性名） |
| Vernadskiy     | 维尔纳茨基     | 91.97公里  | 弗拉基米尔·伊万诺维奇·维尔纳茨基（Vladimir Ivanovich Vernadsky，1863–1945）， 俄国及苏联矿物学及地质化学家。                                           |
| Verne          | 维恩           | 1.54公里   | 拉丁语中的男性名 |
| Vertregt       | 费尔特雷赫     | 172.76公里 | 马利尼斯·费尔特雷赫（Marinus Vertregt，1897–1973），荷兰天文学家。                                                                                     |
| Very           | 维里           | 4.65公里   | 弗兰克·华盛顿·维里（Frank Washington Very，1852–1927），美国天文学家。                                                                                 |
| Vesalius       | 维萨里         | 64.65公里  | 安德雷亚斯·维萨里（Andreas Vesalius，1514–1564），文艺复兴时期解剖学家、医生。                                                                         |
| Vestine        | 维斯廷         | 97.81公里  | 欧内斯特·哈里·维斯廷（Ernest Harry Vestine，1906–1968），美国地球物理学家和气象学家                                                                    |
| Vetchinkin     | 韦钦金         | 94.29公里  | 弗拉基米尔·韦钦金（Vladimir Vetchinkin，1888–1950），前苏联空气动力学、航空、风能领域科学家，技术科学博士。                                            |
| Vieta          | 韦达           | 87.16公里  | 弗朗索瓦·韦达（Francois Vieta，1540–1603），16世纪法国最有影响的数学家之一。                                                                           |
| Vilʹev         | 维利耶夫       | 45.83公里  | 米哈伊尔·阿纳托利耶维奇·维利耶夫（Mikhail Anatolʹevich Vilʹev，1893–1919）。                                                                           |
| Virchow        | 菲尔绍         | 18.83公里  | 鲁道夫·菲尔绍（Rudolf Virchow，1821–1902）， 德国医生、人类学家、病理学家、史前学家、生物学家、作家、编辑和政治家。                                    |
| Virtanen       | 维尔塔宁       | 39.65公里  | 阿尔图里·伊尔马里·维尔塔宁（Artturi Ilmari Virtanen，1895–1973），芬兰化学家，1945年获诺贝尔化学奖。                                                   |
| Vitello        | 维泰洛         | 42.51公里  | 威特羅（Vitello，1210–1285），修士、神学家、物理学家、自然哲学家、数学家。波兰哲学史上的重要人物。                                                     |
| Vitruvius      | 维特鲁威       | 30.94公里  | 马尔库斯·波利奥·维特鲁威（Marcus Pollio Vitruvius，生活于大约公元前25年），古罗马的作家、建筑师和工程师。                                              |
| Vitya          | 维佳           | 0.2公里    | 俄语名「维肯季」（Викентий）的昵称。 |
| Viviani        | 维维亚尼       | 26.94公里  | 温琴佐·维维亚尼（Vincenzo Viviani，1622–1703），意大利数学家及物理学家，伽利略·伽利莱的学生和助手。                                                    |
| Vlacq          | 弗拉克         | 89.21公里  | 阿德里安·弗拉克（Adriaan Vlacq，大约1600-1667），十七世纪荷兰图书出版商暨对数表的作者。                                                                |
| Vogel          | 福格尔         | 26.3公里   | 赫尔曼·卡尔·福格尔（Hermann Carl Vogel，1841–1907），德国天文学家。                                                                                    |
| Volkov         | 沃尔科夫       | 40.84公里  | 弗拉季斯拉夫·尼古拉耶维奇·沃尔科夫（Vladislav Nikolayevich Volkov，1935–1971），前苏联太空人。                                                         |
| Volta          | 伏打           | 117.15公里 | 亚历山德罗·伏打（Alessandro Volta，1745–1827）,意大利物理学家，19世纪因发明电池而闻名，后来受封为伯爵。                                                |
| Volterra       | 沃尔泰拉       | 55.1公里   | 维托·沃尔泰拉（Vito Volterra，1860–1940），意大利数学家与物理学家，以生物数学研究而著名。                                                              |
| von Baeyer     | 冯·拜耳        | 13.46公里  | 阿道夫·冯·拜耳（Adolf von Baeyer，1835–1917），德国化学家，因成功合成了靛蓝获得1905年诺贝尔化学奖。                                                    |
| von Behring    | 冯·贝林        | 37.65公里  | 埃米尔·阿道夫·冯·贝林（Emil Adolf von Behring，1854–1917），德国医学家、细菌学家和血清学家。                                                           |
| von Békésy     | 冯·贝凯希      | 96.25公里  | 格奥尔格·冯·贝凯希（Georg von Békésy，1899–1972），匈牙利生物物理学家。                                                                                |
| von Braun      | 冯·布劳恩      | 61.83公里  | 沃纳·冯·布劳恩（Wernher von Braun，1912–1977），德国火箭专家，著名的V2火箭总设计师。                                                                   |
| Von der Pahlen | 冯·德帕伦      | 53.89公里  | 埃马努埃尔·冯·德帕伦男爵（Baron Emanuel von der Pahlen，1882–1952），德国天文学家。                                                                    |
| Von Kármán     | 冯·卡门        | 186.35公里 | 西奥多·冯·卡门（Theodore von Kármán，1881–1963），匈牙利裔美国工程师和物理学家。                                                                       |
| Von Neumann    | 冯·诺伊曼      | 74.83公里  | 约翰·冯·诺伊曼（John von Neumann，1903–1957），匈牙利裔美籍犹太人数学家，现代计算机与博弈论的重要创始人。                                              |
| Von Zeipel     | 冯·塞佩尔      | 83.41公里  | 爱德华·胡戈·冯·塞佩尔（Edvard Hugo von Zeipel，1873–1959），瑞典天文学家。                                                                             |
| Voskresenskiy  | 沃斯克列先斯基 | 49.37公里  | 列昂尼德·亚历山德罗维奇·沃斯克列先斯基（Leonid Alexandrovich Voskresenskiy，1913–1965），前苏联火箭工程师，与著名的首席设计师科-罗廖夫谢尔盖长期共事。 |

## W
|                |                |            | |  |  |  |
| W. Bond        | 威·邦德        | 170.53公里 | 威廉·克兰奇·邦德（William Cranch Bond，1789–1859），美国天文学家，哈佛大学天文台的首任台长。                                                  |  |  |  |
| Walker         | 沃克           | 32.94公里  | 约瑟夫·艾伯特·沃克（Joseph Albert Walker，1921–1966），美国二战飞行员，实验物理学家及美国航天局的试飞员，是美国空军太空航天计划最早成员之一。 |  |  |  |
| Wallace        | 华莱士         | 25.71公里  | 阿尔弗雷德·拉塞尔·华莱士（Alfred Russel Wallace，1823–1913），英国博物学家、探险家、地理学家、人类学家与生物学家。                            |  |  |  |
| Wallach        | 瓦拉赫         | 5.74公里   | 奥托·瓦拉赫（Otto Wallach，1847–1931），德国化学家。                                                                                          |  |  |  |
| Walter         | 沃尔特         | 1.26公里   | （德国男性名） |  |  |  |
| Walther        | 瓦尔特         | 134.23公里 | 伯恩哈德·瓦尔特（Bernhard Walther，1430–1504），德国商人，人文主义者和天文学家。                                                              |  |  |  |
| Wan-Hoo        | 万户           | 53.28公里  | 万户（Wan-Hoo,1945年被首次提到），历史上首位尝试用火箭升空的人。                                                                              |  |  |  |
| Wapowski       | 瓦波夫斯基     | 11.45公里  | 贝纳德·瓦波夫斯基（Bernard Wapowski，1450–1535），历史学家，“波兰制图学之父”。                                                                |  |  |  |
| Wargentin      | 瓦尔延廷       | 84.69公里  | 佩尔·威廉·瓦尔延廷（Pehr Vilhelm Wargentin，1717–1783），瑞典天文和人口学家。                                                                 |  |  |  |
| Warner         | 沃纳           | 34.51公里  | 伍斯特·里德·沃纳（Worcester Reed Warner，1846–1929），美国机械工程师、企业家和天文学家、慈善家。                                              |  |  |  |
| Waterman       | 沃特曼         | 74.91公里  | 艾伦·托尔·沃特曼（Alan Tower Waterman，1892–1967），美国物理学家。                                                                            |  |  |  |
| Watson         | 沃森           | 59.43公里  | 詹姆斯·克雷格·沃森（James Craig Watson，1838–1880），加拿大裔美籍天文学家。                                                                   |  |  |  |
| Watt           | 瓦特           | 66.54公里  | 詹姆斯·瓦特（James Watt，1736–1819），苏格兰著名的发明家和机械工程师。                                                                        |  |  |  |
| Watts          | 瓦茨           | 15.55公里  | 切斯特·伯利·瓦茨（Chester Burleigh Watts，1889–1971），美国天文学家。                                                                         |  |  |  |
| Webb           | 韦布           | 21.41公里  | 托马斯·威廉·韦布（Thomas William Webb，1806–1885），英国天文学家。                                                                            |  |  |  |
| Weber          | 韦伯           | 43.95公里  | 威廉·爱德华·韦伯（Wilhelm Eduard Weber，1804–1891），德国物理学家。                                                                           |  |  |  |
| Wegener        | 魏格纳         | 95.78公里  | 阿尔弗雷德·魏格纳（Alfred Lothar Wegener，1880–1930），德国地质学家、气象学家、天文学家。大陆漂移说的创立者。                                 |  |  |  |
| Weierstrass    | 魏尔施特拉斯   | 31.32公里  | 卡尔·魏尔施特拉斯（Karl Weierstrass，1815–1897），德国数学家，被誉为“现代分析之父”。                                                          |  |  |  |
| Weigel         | 魏格尔         | 34.85公里  | 埃哈德·魏格尔（Erhard Weigel，1625–1699），德国数学家、天文学家和哲学家。                                                                     |  |  |  |
| Weinek         | 魏内克         | 32.01公里  | 拉迪斯劳斯·魏内克（Ladislaus Weinek，1848–1913），奥匈帝国天文学家。                                                                          |  |  |  |
| Weiss          | 魏斯           | 66.56公里  | 埃德蒙·魏斯（Edmund Weiss，1837–1917），奥地利天文学家。                                                                                      |  |  |  |
| Werner         | 维尔纳         | 70.59公里  | 约翰内斯·维尔纳（Johann Werner，1468–1528），德国数学家。                                                                                     |  |  |  |
| Wexler         | 韦克斯勒       | 52.44公里  | 哈里·韦克斯勒（Harry Wexler，1911–1962），美国气象学家。                                                                                      |  |  |  |
| Weyl           | 外尔           | 122.82公里 | 赫尔曼·外尔（Hermann Weyl，1885–1955），德国数学家，物理学家和哲学家。                                                                        |  |  |  |
| Whewell        | 休厄尔         | 13.05公里  | 威廉·休厄尔（William Whewell，1794–1866），英国博物学者、科学家、哲学家、圣公宗祭司与基督教神学家。                                           |  |  |  |
| Whipple        | 惠普尔         | 14.53公里  | 弗雷德·惠普尔（Fred Whipple，1906–2004），美国著名天文学家。                                                                                  |  |  |  |
| White          | 怀特           | 42.34公里  | 埃德·怀特（Ed White，1930–1967），美国国家航空航天局的宇航员，曾执行双子星4号以及阿波罗1号任务。                                              |  |  |  |
| Wichmann       | 维希曼         | 9.77公里   | 莫里茨·路德维希·格奥尔格·维希曼（Moritz Ludwig George Wichmann，1821–1859），德国天文学家。                                                   |  |  |  |
| Widmannstätten | 魏德曼施泰登   | 52.88公里  | 阿洛伊斯·冯·贝克-魏德曼施泰登（Alois von Beckh-Widmannstätten，1753–1849），奥地利印刷业商人和科学家。                                        |  |  |  |
| Wiechert       | 维舍特         | 40.82公里  | 埃米尔·约翰·维舍特（Emil Johann Wiechert，1861–1928），德国物理学家和地球物理学家。                                                           |  |  |  |
| Wiener         | 维纳           | 113.39公里 | 诺伯特·维纳（Norbert Wiener，1894–1964），美国应用数学家，控制论的创始人。                                                                    |  |  |  |
| Wildt          | 维尔特         | 12.31公里  | 鲁珀特·维尔特（Rupert Wildt，1905–1976），德裔美籍天文学家。                                                                                  |  |  |  |
| Wilhelm        | 威廉           | 100.83公里 | 威廉四世·冯·黑森-卡塞尔（Wilhelm IV. von Hessen-Kassel，1532–1592），也被称为“智者威廉”。                                                     |  |  |  |
| Wilkins        | 威尔金斯       | 59.44公里  | 休·珀西·威尔金斯（Hugh Percy Wilkins，1896–1960），出生于威尔士的工程师和业余天文学家。                                                       |  |  |  |
| Williams       | 威廉斯         | 36.36公里  | 亚瑟·斯坦利·威廉斯（Arthur Stanley Williams，1861–1938），英国律师和业余天文学家。                                                            |  |  |  |
| Wilsing        | 维尔辛         | 66.8公里   | 约翰内斯·维尔辛（Johannes Wilsing，1856–1943），德国天文学家。                                                                                |  |  |  |
| Wilson         | 威尔逊         | 66.57公里  | 亚历山大·威尔逊（Alexander Wilson，1714–1786），苏格兰外科医学创始人，天文学家、数学家、气象学家。首个使用风筝进行气象调查的科学家。          |  |  |  |
| Wilson         | 威尔逊         | 66.57公里  | 查爾斯·湯姆森·里斯·威爾遜（Charles Thomson Rees Wilson，1869–1959），英国原子物理学和核子物理学先驱。                                         |  |  |  |
| Wilson         | 威尔逊         | 66.57公里  | 拉尔夫·埃尔默·威尔逊（Ralph Elmer Wilson，1886–1960），美国天文学家。                                                                         |  |  |  |
| Winkler        | 温克勒         | 22.85公里  | 约翰内斯·温克勒（Johannes Winkler，1897–1947），德国火箭先驱，创办了首个德国火箭协会，在欧洲率先成功推出了液体燃料火箭。                      |  |  |  |
| Winlock        | 温洛克         | 63.93公里  | 约瑟夫·温洛克（Joseph Winlock，1826–1875），美国天文学家和数学家。                                                                            |  |  |  |
| Winthrop       | 温思罗普       | 17.25公里  | 约翰·温思罗普（John Winthrop，1714–1779），哈佛学院第二数学和自然哲学霍利斯教授，杰出的数学、物理学及天文学家。                               |  |  |  |
| Wöhler         | 维勒           | 28.07公里  | 弗里德里希·维勒（Friedrich Wöhler，1800–1882），德国化学家，以人工合成尿素，打破有机化合物的“生命力”学说而闻名。                              |  |  |  |
| Wolf           | 沃夫           | 25.74公里  | 马克斯·沃夫（Maximilian Wolf，1863–1932），德国天文学家，天文摄影先驱。                                                                       |  |  |  |
| Wollaston      | 渥拉斯顿       | 9.64公里   | 威廉·海德·渥拉斯顿（William Hyde Wollaston，1766–1828），发现钯和铑元素的英国著名化学和物理学家。                                             |  |  |  |
| Woltjer        | 沃尔切尔       | 44.5公里   | 扬·沃尔切尔（Jan Woltjer，1891–1946），荷兰天文学家。                                                                                         |  |  |  |
| Wood           | 伍德           | 84.15公里  | 罗伯特·威廉姆斯·伍德（Robert Williams Wood，1868–1955），美国物理学家和发明家。在光学领域研究作出了关键贡献，是红外和紫外摄影先驱。           |  |  |  |
| Wright         | 赖特           | 40.16公里  | 弗雷德里克·尤金·赖特（Frederick Eugene Wright，1877–1953），美国配镜师和地球物理学家。                                                        |  |  |  |
| Wright         | 赖特           | 40.16公里  | 汤姆斯·赖特（Thomas Wright，1711–1786），英国天文学家、数学家、仪器制造者、建筑师和景观设计者。                                               |  |  |  |
| Wright         | 赖特           | 40.16公里  | 威廉·哈蒙德·赖特（William Hammond Wright，1871–1959），美国天文学家，以研究银河系中恒星的径向速度而闻名。                                     |  |  |  |
| Wróblewski     | 弗鲁布莱夫斯基 | 21.78公里  | 齐格蒙特·弗洛伦蒂·弗鲁布莱夫斯基（Zygmunt Florenty Wróblewski，1845–1888），波兰物理及化学家，以对气体的液化而出色。                          |  |  |  |
| Wrottesley     | 罗特斯勒       | 58.38公里  | 第二代罗茨利男爵约翰·罗茨利（John Wrottesley, 2nd Baron Wrottesley，1798–1867），英国天文学家。                                               |  |  |  |
| Wurzelbauer    | 武策尔鲍尔     | 86.77公里  | 约翰·菲利普·冯·武策尔鲍尔（Johann Philipp von Wurzelbauer，1651–1725），德国天文学家。                                                        |  |  |  |
| Wyld           | 怀尔德         | 103.4公里  | 詹姆士·哈特·怀尔德（James Hart Wyld，1913–1953），美国工程师和火箭科学家。                                                                    |  |  |  |

## X
|            |          |            | |  |  |  |
| Xenophanes | 色诺芬尼 | 117.57公里 | 色诺芬尼（Xenophanes,公元前570年-前480年），古希腊哲学家、诗人、历史学家社会和宗教评论家。                 |  |  |  |
| Xenophon   | 色诺芬   | 25.5公里   | 色诺芬（Xenophon,公元前427年-前355年），雅典军事家，文史学家。他以记录当时的希腊历史、苏格拉底语录而著称。 |  |  |  |

## Y
|            |              |            | |  |  |  |
| Yablochkov | 雅勃洛奇科夫 | 101.49公里 | 帕维尔·尼古拉耶维奇·雅勃洛奇科夫（Pavel Nikolayevich Yablochkov，1847–1894），俄罗斯电气工程师、商人，雅勃洛奇科夫蜡烛（一种电动碳弧灯）和变压器的发明者。 |  |  |  |
| Yakovkin   | 雅科夫金     | 35.92公里  | 阿韦尼尔·亚历山德罗维奇·雅科夫金（Avenir Aleksandrovich Yakovkin，1887–1974），俄罗斯天文学家。                                                            |  |  |  |
| Yamamoto   | 山本         | 77.46公里  | 山本一清（Yamamoto Issei，1889–1959），日本天文学家，科普作家。                                                                                            |  |  |  |
| Yangelʹ    | 扬格利       | 7.87公里   | 米哈伊尔·库兹米奇·扬格利（Mikhail Kuzmich Yangelʹ，1911–1971），苏联科学家，火箭和空间技术领域设计师，苏联科学院院士。                                     |  |  |  |
| Yerkes     | 耶基斯       | 34.94公里  | 查尔斯·耶基斯（Charles Yerkes，1837–1905），出生于费城的美国金融家，在发展芝加哥和伦敦公共交通系统方面发挥了重要作用。                                     |  |  |  |
| Yoshi      | 耀西         | 0.5公里    | （日语男性名） |  |  |  |
| Young      | 扬           | 71.44公里  | 托马斯·杨（Thomas Young，1773–1829），英国科学家、医生、通才，曾被誉为“世界上最后一个什么都知道的人”。                                                     |  |  |  |

## Z
|             |            |            | |  |  |  |
| Zach        | 扎奇       | 68.54公里  | 弗朗茨·克萨韦尔·冯·扎奇（Franz Xaver von Zach，1754–1832），出生于佩斯的匈牙利天文学家。 |  |  |  |
| Zagut       | 萨库托     | 78.92公里  | 亚伯拉罕·萨库托（Abraham Zacuto，大约1450年-1522年），西班牙籍犹太天文学家，占星家、数学家，犹太教士和历史学家，15世纪曾担任葡萄牙国王若昂二世的皇家天文学家。 |  |  |  |
| Zähringer   | 策林格     | 11.19公里  | 约瑟夫·策林格（Joseph Zähringer，1929–1970），德国物理学家，他对天文学的主要贡献为对陨石和月球物质中的气体同位素研究。 |  |  |  |
| Zanstra     | 赞斯特拉   | 39.公里    | 赫尔曼·赞斯特拉（Herman Zanstra，1894–1972），荷兰天文学家，提出以定量方式对星云和彗星的光度进行研究的方式（赞斯特拉法）。 |  |  |  |
| Zasyadko    | 扎夏德科   | 10.27公里  | 亚历山大·德米特里耶维奇·扎夏德科（Alexander Dmitrievich Zasyadko，1779–1837），俄罗斯/乌克兰炮兵和火箭专家，陆军中将。 |  |  |  |
| Zeeman      | 塞曼       | 186.56公里 | 彼得·塞曼（Pieter Zeeman，1865–1943），荷兰物理学家，1896年发现原子光谱在磁场中的分裂现象，并被命名为塞曼效应。 |  |  |  |
| Zelinskiy   | 泽林斯基   | 53.95公里  | 尼古拉·德米特里耶维奇·泽林斯基（Nikolay Dimitrievich Zelinskiy，1860–1953），俄罗斯和前苏联化学家，苏联科学院院士（1929年）。 |  |  |  |
| Zeno        | 芝诺       | 66.78公里  | 季蒂昂的芝诺（Zeno of Citium，大约公元前335-263年），古希腊斯多噶学派创始人。 |  |  |  |
| Zernike     | 泽尔尼克   | 50.68公里  | 弗里茨·泽尔尼克（Frits Zernike，1888–1966），荷兰物理学家，1953年因相衬显微技术而获诺贝尔物理学奖。 |  |  |  |
| Zhang Yuzhe | 张钰哲     | 38公里     | 张钰哲（Zhang Yuzhe,1902–1986），中国现代天文学家。1928年在美国叶凯士天文台发现1125号小行星-“中华”；他长期致力于小行星和彗星的观测和轨道计算工作，发现了许多星历表上没有的小行星和以“紫金山”命名的三颗新彗星。美国哈佛大学天文台1976年10月23日发现的编号为第2051号的小行星就命名为“张钰哲星”。 |  |  |  |
| Zhiritskiy  | 日茨基     | 33.36公里  | 格奥尔基·谢尔盖耶维奇·日里茨基（Georgiy Sergeevich Zhiritskiy，1893–1966），苏联科学家和火箭专家。 |  |  |  |
| Zhukovskiy  | 茹科夫斯基 | 82.07公里  | 尼古拉·叶戈罗维奇·茹科夫斯基（Nikolay Egorovich Zhukovskiy，1847–1921），俄罗斯科学家，现代空气动力学与航空科学的开拓者，被列宁称为“俄罗斯航空之父”。 |  |  |  |
| Zinner      | 津纳       | 4.56公里   | 恩斯特·青纳（Ernst Zinner，1886–1970）德国天文学家和著名的天文历史学家。 |  |  |  |
| Zi Wei      | 紫微       | 0.42公里   | 中国古代星象中的「三垣」之一。 |  |  |  |
| Zöllner     | 策尔纳     | 47.69公里  | 约翰·卡尔·弗里德里希·策尔纳（Johann Karl Friedrich Zöllner，1834–1882），曾研究过错视的德国天体物理学家。 |  |  |  |
| Zsigmondy   | 席格蒙迪   | 66.88公里  | 里夏德·阿道夫·席格蒙迪（Richard Adolf Zsigmondy，1865–1929），奥地利、德国籍的匈牙利裔化学家，1925年获诺贝尔化学奖，主要研究领域为胶体化学。 |  |  |  |
| Zucchius    | 祖基       | 63.18公里  | 尼科洛·祖基（Niccolò Zucchi，1586–1670）意大利耶稣会士，天文学家和物理学家。可能是首位观测到木星表面有2条暗带并报告火星上斑点的人。 |  |  |  |
| Zupus       | 祖皮       | 35.29公里  | 乔瓦尼·巴蒂斯塔·祖皮（Giovanni Battista Zupi，大约1590年-1650年），意大利天文学家，数学家，耶稣会教士，是首个发现水星有轨道期星相的人。 |  |  |  |
| Zwicky      | 茨维基     | 126.06公里 | 弗里茨·茨维基（Fritz Zwicky，1898–1974），瑞士天文学家，在理论和观测天文学上，包括超新星、星系团等方面做出了重要的贡献。 |  |  |  |